# Character design
Il  character design o chara design (espressione derivata dall'inglese che letteralmente significa "progettazione dei personaggi") è, nel mondo dell'animazione, del videogioco e del fumetto, quella parte del lavoro che consiste nello studio grafico e nella caratterizzazione, in parte anche psicologica, dei personaggi della storia creati dall'autore.

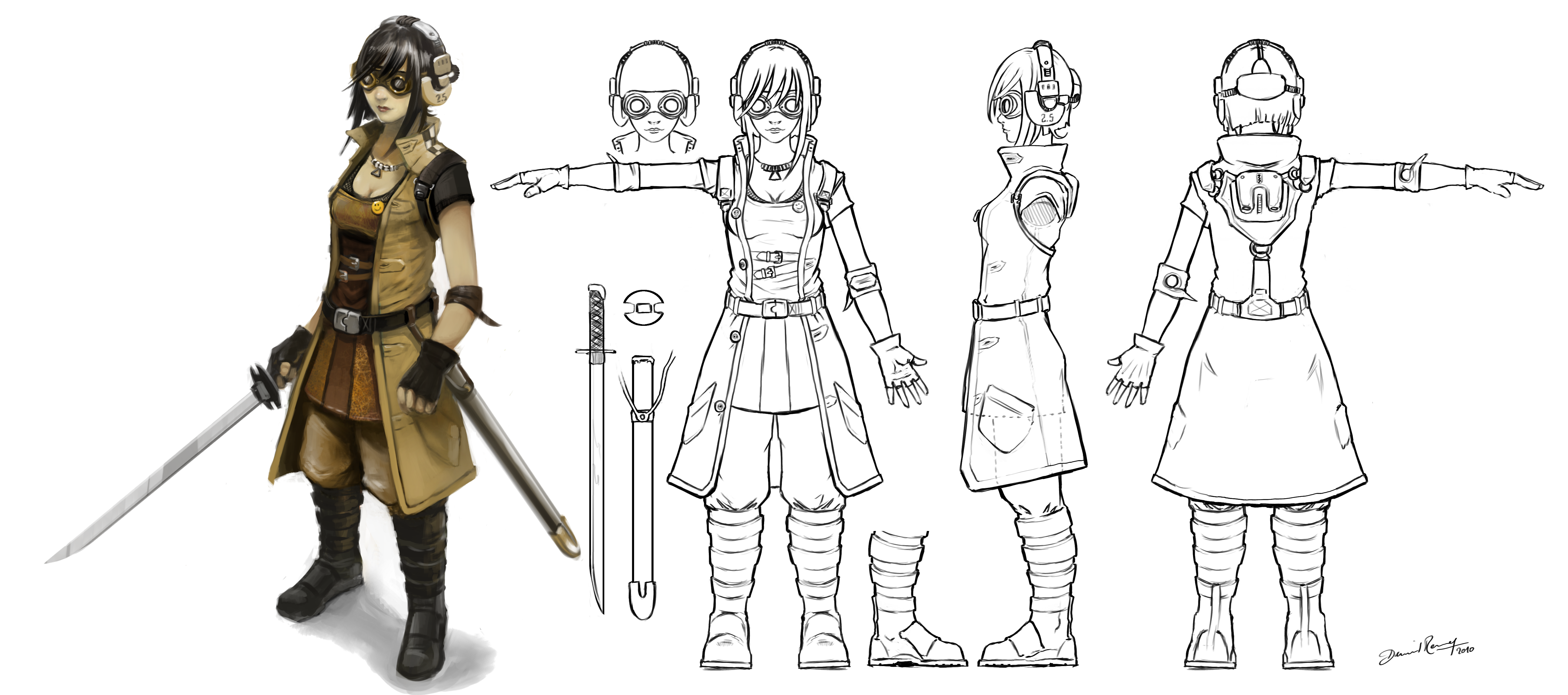
Un esempio di studio del personaggio attraverso un model sheet dal DVD 'Chaos&Evolutions'

## Descrizione
In particolare, il disegnatore che se ne occupa (quando non sia l'autore stesso, come quasi sempre accade nei fumetti) è generalmente indicato come "progettista di personaggi" o, in inglese, character designer. Tale professionista, attraverso una serie di prove grafiche dette schizzi preparatori o model-sheet, in lingua giapponese settei (設定?), è chiamato a dare ai personaggi il massimo dell'espressività con il minimo dei tratti: deve occuparsi, quindi, di fissarne la fisionomia, le proporzioni tra le varie parti del corpo, le principali espressioni, l'atteggiamento e la postura, la pettinatura, l'abbigliamento, fornendo così una sorta di guida di riferimento il più semplice possibile da riprodurre per gli animatori che dovranno farli "muovere".
Nell'ambito dell'animazione giapponese, tale figura professionale si è evoluta in maniera specifica e autonoma grazie a personaggi come Yasuji Mori, Kazuo Komatsubara, Shingō Araki, Yoshikazu Yasuhiko e Yoshiyuki Sadamoto.
In alcune serie il character designer principale è affiancato da uno o più character designer secondari. Ad esempio la maggior parte delle serie attribuite a Shingo Araki sono in realtà frutto del lavoro congiunto dello stesso Araki e di Michi Himeno, quest'ultima specializzata nei personaggi femminili (spesso fu di fatto la Himeno il character designer principale). In altri casi, il character designer secondario è chiamato sub-character designer, mentre quello principale è chiamato main character designer.
Nel caso di anime tratti da videogiochi o romanzi illustrati viene spesso citato anche il character designer originale, detto character gen'an (キャラクター原案?, kyarakutā gen'an) in giapponese, ossia colui o colei che per la prima volta ha concepito i personaggi successivamente "reinterpretati" dal character designer dell'anime. Un esempio è in Clannad, in cui il character design originale di Itaru Hinoue costituì il modello seguito da Kazumi Ikeda, a cui si deve il character design della serie animata. Invece, ne La malinconia di Haruhi Suzumiya furono le illustrazioni realizzate da Noizi Itō per i romanzi originali di Nagaru Tanigawa a costituire i modelli seguiti dalla character designer della serie anime, Shoko Ikeda.